# Диш
Диш (рус. Дыш, адиг. Дышъ), у горњем делу тока позната и као Мали Диш (рус. Малый Дыш) мања је река на југу европског дела Руске Федерације. Протиче преко југозападних делова Краснодарске покрајине, односно западним делом њеног Горјачкокључког градског округа.
Лева је притока реке Псекупс у коју се улива на њеном 43 km узводно од ушћа у Краснодарско језеро и део басена реке Кубањ и Азовског мора. Укупна дужина водотока је око 30 km, а површина сливног подручја 98,7 km². 